# 葛西美空
葛西 美空（かさい みく、2001年〈平成13年〉6月22日 - ）は、日本の女優、タレント、YouTuber。埼玉県出身。ヒラタオフィス所属。

## 略歴
2001年、埼玉県出身。
2015年からスターレイプロダクションのアイドルグループ「TOKYO5（とうきょうご）」に所属しアイドルとして活動していたが、2017年に脱退。「TOKYO5」は「全国統一かけっこチャレンジ」公式アイドルとして結成された女性5人組ユニットで、「石田ミク」として活動。
2020年3月20日からTikTokにて、「葛西美空」（読：かさい みく）として活動開始。
2021年7月、アニメーション映画『竜とそばかすの姫』に出演（※役名はなし）。
2022年3月24日に公式YouTubeチャンネルを開設。同年10月17日から、平日の7時53分 - 7時58分頃に日本テレビ系列の平日朝の情報番組『ZIP!』内で放送されたドラマ『クレッシェンドで進め』に楪（ユズリハ）役として出演。
2023年以降は、YouTubeとTikTokでの動画投稿・ライブ配信、SNS（X〈旧Twitter〉、Instagram）を活動の中心にしている。2023年11月「TikTok Creator Awards Japan 2023（【Entertainment部門】Comedy Creator of the Year）」にノミネート。
2024年5月1日、YouTubeのチャンネル登録者数が100万人を超える。同年5月15日「2024年6月30日をもって【新たな夢へ】チャレンジするため、無期限で、YouTube・SNSの『葛西美空』としての投稿活動を停止すること」を発表。（YouTube、X、TikTok、Instagramの各アカウントは継続される。YouTubeなどの動画は一部を除き公開されたままで視聴は可能）

### 啓発プロモーション
2023年4月25日「めっちゃチャラいけど、ネットリテラシーちゃんとしてる奴」を投稿。【提供】YouTube、協力:総務省・国際大学GLOCOM国際大学グローバル・コミュニケーション・センター（GLOCOM）
2023年9月13日「SNSの使い方が完璧すぎるギャル　#ちょっとまって」を投稿。【提供】Youtube、協力:総務省・国際大学GLOCOMクリエイターエコノミー協会

## 人物
埼玉県出身。猫を二匹飼っている。猫の名前は「もろ（ラガマフィン）」と「ほくろ（雑種猫）」。高い声を出すと近寄ってくる。2023年に新入り猫「マロ（スコティッシュフォールドのロングヘアー）」が加わり、飼っている猫は三匹となっている。
事務所のプロフィールから、身長は167.5cm、体重47kg、スリーサイズは82cm・59cm・88cm、靴のサイズは26.5cm。
子供の頃、身長を伸ばすために牛乳をたくさん飲んで、縄跳びをしていたことを語っている。
ロシア人が高祖父母の代におり、自分は16分の1、ロシア人の血が入っていることを語っている。
特技は歌と身体の柔軟。趣味は料理、読書、カラオケとアニメ。好きなアニメは『斉木楠雄のΨ難』で、10周（10回）以上は見ており、一番好きな回は、楠雄が帰省して遊園地に行く回だと語っている。父や家族の影響でホラー系の洋画をよく試聴していて、洋画では『コンスタンティン』、邦画では『罪の声』が好きと語っている。
小学1年生の頃、鴨川シーワールドでシャチに初めてのキスをされたことがきっかけで、シャチを飼い慣らす人（水族館の飼育員）になりたかったと語っている。
小学生の頃は趣味で好きだったハスキー犬になって世界を救う小説や漫画を描いて先生に提出するなどしていた。『FAIRY TAIL』の漫画が特に好きで完読をした。周囲にはウーパールーパーとあだ名をつけられていた。
中学校では剣道部から家庭科部に所属。中学時代のあだ名は「あげぱん」で、理由はパンツ（短パン・ズボン）を上げ過ぎてはいていたから。
高校では帰宅部（部活には所属していない）だった。
好きな食べ物はニンニク、キムチ、玉こんにゃく、キャベツ、サーモン、鶏肉。
好きなアーティストに「BUMP OF CHICKEN」を挙げており、アルバム『RAY』の収録曲「ray」を初めて聞いた時に強く感動したことを語っており、同曲を自身でカバーした動画「ray／葛西美空feat.ハムボ葛西美空(cover)」を投稿している。また同バンドのシングル曲「アカシア/Gravity」のカバー動画を「Acacia／葛西美空(cover)」として、同バンドのシングル曲『ダイヤモンド』のカップリング曲「ラフ・メイカー」を「ラフ・メイカー／葛西美空(cover)」として投稿している。
とっとこハム太郎の主人公の声を真似た「ハムボ」をはじめ、少女や大人の女性、少年やイケメン声、母親や父親など、さまざまな声を操ることができる。ハムボを始めるきっかけはかわいい声の総称「カワボ」を題材にしたショート動画をネタとして更新したことである。また、12歳位の時に自分の声を聞いて「自分の声が素晴らしい」と感じ、「自分はいろんな所にコンプレックスを感じていたが【自分の声】だけは自信を持てていた」と語っている。
ハムボを始めてから、自身のイメージを「ハムスター」と表現するようになり、動画のアニメーションにも登場している。
活動初期には、両親や事務所の関係者、友人や親戚、ファンなどの「周囲からの『支え』に対する感謝」を述べている。「葛西美空はみんな（視聴者）の飼い主」と表現するなど、視聴者を大切に思う気持ちを表現している。
普段の葛西美空は、真面目で朗らかな好感の持てる普通の女性である。仕事での関係者からそれをもっと動画で出したほうがよいと提案され、ライブ配信を始めたが、終始ハイテンションを通している。真面目で朗らかな様子は山梨旅行の投稿動画（タクシーでのやり取り）で見ることができる。

## 投稿動画の特徴
TikTokで動画投稿を始めたころは、かわいいダンスでバズりたかったが、笑いに寄せていくうちに、1人2役のネタ動画が増えていった。ネタ動画は考え抜いたシナリオ構成とわかりやすいオチが特徴で、1人コントではあるが、登場人物は様々な声色での演じ分けや、音声の重ね合わせなどの巧みな編集を駆使して複数の登場人物が登場する。1人4役以上を演じることも珍しくない。動画を作成している様子を動画投稿しており、その様子を見ることができる。
投稿動画のネタはすべて自分で考えていて、1つのネタを思いつくまでに3時間程度かかることも多く、ほぼ一日中ネタのことを考えていると語っている。視聴者からの投稿ネタも必ず自分の脚色を加えている。自分のネタが尽きるまで動画投稿を続けたいと意気込みを語っている。一方でネタは毎日尽きていて危機感を感じることもあると語っている。しかしそれ以降も、そのことを感じさせないペースで新ネタの動画投稿が続いた。
ネタ動画は、キャラクター設定やストーリーを考える企画力、動画映えするコミカルな演じ分けも魅力であると評されている。ストーリーには日常の風景にいる普通の人々を、様々な特徴のある個性豊かなキャラクターとして登場させており、葛西美空のネタ動画の特徴となっている。
小旅行や料理などのVlog動画では、編集で不思議な世界観を演出し、"葛西美空イズム"を感じさせると評されている。1人での旅行を多人数で行ったかのような演出の動画を投稿している。
Youtubeの動画のサムネイルではよく視聴者から提供されたコラ画像・面白画像や、それを参考にした自作のコラ画像を使用している。

## 動画に出てくる決め台詞など
葛西美空は自身の「美声」と「個性豊かな声色」を最大の強みとして、それらを駆使し、多くの魅力的な決め台詞やキャラクターなどを生み出している。

### ハムボ（ネタとしてのハムボ）
ハムボの、ぶりっこ・あざといといったイメージを、逆手に取り、あえて笑えて愛されるハムボという新しいイメージを生み出したと評されている。初めてハムボがネタになった動画は、TikTokの投稿動画「こんなマッマ中々いないわ！！！！」である。

### ハム太郎チャンス
「ハム太郎」はハムボの元ネタである『とっとこハム太郎』のこと。動画中で、ハムスターが頬袋に餌をため込む仕草をまねた瞬間を、スクショ（スクリーンショット）に撮るチャンス（タイミング）であることを表現したことから始まる。コラ画像で見られる葛西美空の切り取った顔画像が生まれた動画では「ハム太郎チャンス」をまだ叫んではおらず、この時の頬袋の中身はメロンである。その後の玉こんにゃくを食べる動画で「ハム太郎チャンス」を叫んでおり、この時の頬袋の中身は玉こんにゃくである。

### めぅ！
ネタ動画「ハムボなヤギ」で生まれたハムボのセリフ。葛西美空のEDテーマ（エンディングテーマ）の締めの歌詞にもなっている。

## ネタ動画に登場するキャラクター
葛西美空のネタ動画には、お決まりのキャラクターが登場する。日常の風景の中に普通にいる人々を、葛西美空は得意の人間観察眼や、その多彩な声色で年齢性別を問わずに演じ分けている。それにより、主人公に自分以外の人物を設定することが容易で、幅広いストーリーや舞台設定を創作している。また同じ分類のキャラクターであっても、毎回違う世界線（異なる舞台）であり、同じ人物ではないと語っており、その面でも個性豊かなキャラクターが自由自在に動き回るストーリーとなっていることも特徴である。

## 動画配信で起きたエピソード
ベビーカステラメーカーで玉こんにゃくを焼いたことがある。玉こんにゃくについては、「本当に好きだが、キャラ作りで玉こんにゃくが好きと言っていた『ビジネス玉コンにゃくライク』なところがあった」と語っている。
2024年6月30日のYouTubeの投稿動画内で、YouTube、X等のアカウントは削除されずに継続し、葛西氏側からの返信等は行えないが、視聴者やファンの投稿内容は見ていること、同時に「またね」という表現をするなど、活動休止がいずれは終了する可能性があることを語っている。

## 出演

### テレビドラマ
- 真犯人フラグ 第12話（2022年1月16日、日本テレビ）
- クレッシェンドで進め（2022年10月17日 - 12月16日、日本テレビ） - 楪（ユズリハ） 役

### 劇場アニメ
- 竜とそばかすの姫（2021年7月16日、東宝）

### 雑誌
- IDOL FILE vol.02 TOKYO（2016年、シンコーミュージック）

### 動画（本人による投稿動画）
1. ↑   (日本語) めっちゃチャラいけど、ネットリテラシーちゃんとしてる奴【提供】:YouTube、協力:総務省・国際大学GLOCOM 2023年8月20日閲覧。
2. ↑   (日本語) SNSの使い方が完璧すぎるギャル #ちょっとまって 2023年9月18日閲覧。
3. 1 2 3 4 5 6 7 8 9  “葛西美空の感謝の質問コーナー”. YouTube. 2023年2月24日閲覧。
4. 1 2   (日本語) 葛西美空に関する雑学(元ネタ:雑学博士ミヤジマくん) 2024年8月3日閲覧。
5. 1 2 3 4   (日本語) 葛西美空の感謝の質問コーナー【後編】 2023年3月26日閲覧。
6. ↑   (日本語) 【厨二病編】葛西美空に関する雑学(元ネタ雑学博士ミヤジマくんさま) 2024年6月15日閲覧。
7. ↑   (日本語) 葛西美空に関する雑学② ※元ネタ【雑学博士ミヤジマ君】さん 2024年8月3日閲覧。
8. ↑  葛西美空のYouTubeチャンネル (2023-01-08), 皆の日頃の鬱憤、葛西美空が晴らしてやろぅ！ 2024年8月3日閲覧。
9. ↑   (日本語) 葛西美空のクリスマスの過ごし方 2024年1月20日閲覧。
10. ↑   (日本語) ray／葛西美空feat.ハムボ葛西美空(cover) 2024年2月11日閲覧。
11. ↑   (日本語) Acacia／葛西美空(cover) 2024年3月10日閲覧。
12. ↑  葛西美空のYouTubeチャンネル (2024-06-30), ラフ・メイカー／葛西美空(cover) 2024年7月2日閲覧。
13. 1 2   (日本語) EDテーマ「とどろけおののけ葛西美空/葛西美空」 2023年8月20日閲覧。
14. ↑  葛西美空のYouTubeチャンネル (2023-01-04), あけましておめでとうございます【葛西美空】 2024年8月3日閲覧。
15. ↑  葛西美空のYouTubeチャンネル (2023-02-27), 生野菜を頬張る葛西美空、ハムスター 2024年8月3日閲覧。
16. 1 2   (日本語) “葛西美空”の幸せすぎる動画投稿ライフ 2024年7月15日閲覧。
17. ↑   (日本語) 【前編】葛西美空の1人温泉旅【山梨】 2023年8月20日閲覧。
18. ↑   (日本語) 初めて彼氏の家行ったら〇〇コンだった… 2024年8月3日閲覧。
19. ↑   (日本語) 【ゆるふわ動画】葛西美空の撮影風景を見せましょう【プロフェッショナル】 2023年8月20日閲覧。
20. ↑   (日本語) 葛西美空に関する雑学(元ネタ:雑学博士ﾐﾔｼﾞﾏくんさん) 2024年8月3日閲覧。
21. ↑   (日本語) 【葛西美空】サウナ付きホテルで1人パリナイしてみた【色気MAX】 2023年8月20日閲覧。
22. ↑  “TikTokで葛西美空(21:00投稿)さんをチェック！”. TikTok. 2023年8月20日閲覧。
23. ↑   (日本語) 葛西美空とサクサクチキン【ASMR“風”】 2023年8月20日閲覧。
24. ↑   (日本語) 葛西美空の大好物、玉こんにゃく 2023年8月20日閲覧。
25. ↑   (日本語) ハムボなヤギ 2023年8月20日閲覧。
26. ↑   (日本語) 【40万人記念】ベビーカステラメーカーで玉こんにゃく焼いてみた 2023年8月20日閲覧。
27. ↑  葛西美空のYouTubeチャンネル (2024-06-30), 最後はやっぱり質問コーナー！🐹❤️ 2024年7月4日閲覧。
28. ↑  葛西美空のYouTubeチャンネル (2024-06-30), 葛西美空ラスト配信　#葛西美空ばいばいぅ 2024年7月15日閲覧。